# 1969 Nebula Award Weekend

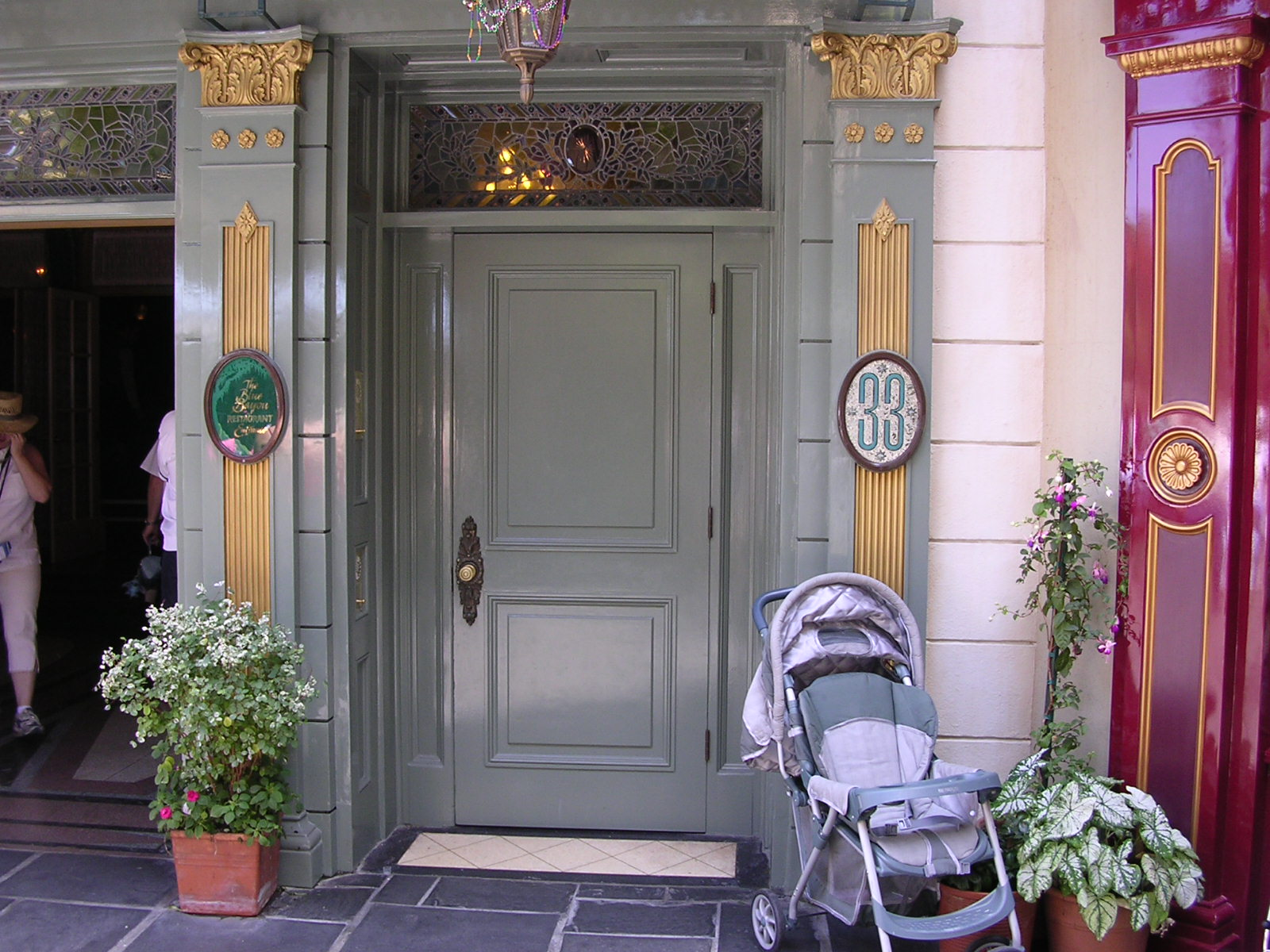
Ingresso del Club 33 a Disneyland, Anaheim in California

La 4ª edizione del Nebula Award Weekend per l'assegnazione dei premi Nebula si è tenuta il 14 e 15 marzo 1969 in tre eventi differenti organizzati dalla Science Fiction and Fantasy Writers of America (SFWA), rispettivamente sulla East Coast, presso Les Champs di New York e sulla West Coast, Club 33, Disneyland, Anaheim in California e a sud presso il Fontainebleau Motor Hotel a New Orleans in Louisiana. l'organizzazione di tre eventi distinti venne pensata per far fronte all'impossibilita da parte di alcuni autori di spostarsi per grosse distanze, non ci furono cerimonieri per l'occasione.

## Storia
Sin dalla sua costituzione i premi Nebula sono rimasti pressoché invariati, la categorizzazione originale prevedeva il miglior romanzo, miglior romanzo breve, miglior racconto e miglior racconto breve.
Al tempo non erano ancora state istituite regole vincolanti sulla nomination per le opere, ne tantomeno vi era una struttura organizzata come oggi, infatti se ad oggi nelle categorie vi è un numero limitato di possibili candidati (6 per categoria), nell'edizione per il miglior romanzo avrebbe visto cinque candidati.
Per la categoria miglior romanzo, il verdetto finale vedrà trionfare Alexei Panshin, con Rito di passaggio, romanzo pubblicato per la prima volta nel luglio del 1968, si tratta di un ampliamemto di una versione precedentemente pubblicata sulla rivista If nel luglio del 1963, quest'ultima è una parte del capitolo III A Universal Education ed appare in forma sostanzialmente diversa con il titolo Down to the Worlds of Men nello stesso anno si è posizionato anche al secondo posto nella classifica per il Premio Hugo per il miglior romanzo.
Per la categoria miglior romanzo breve, il verdetto finale vedrà trionfare Anne McCaffrey, con Cavaliere del drago, l’opera pubblicata originariamente sulla rivista di fantascienza Analog Science Fiction nel dicembre 1967 con il titolo originale di Dragonraider è la seconda parte di una pubblicazione antecedente, La cerca del Weyr (Weyr Search) apparsa sulla stessa rivista il mese precedente, l’unione dei due brevi romanzi ha dato origine al romanzo Il volo del drago pubblicato per la prima volta dalla casa editrice Ballantine Books nel luglio 1968. Si tratta di una correzione di romanzi, tra cui due che hanno reso McCaffrey la prima scrittrice a vincere un premio Hugo e Nebula. se infatti Cavaliere del drago le ha consentito di ricevere il premio Nebula, primo capitolo della serie dei Dragonieri di Pern, La cerca del Weyr ha permesso di ottenere il Premio Hugo per il miglior romanzo breve, primo premio Hugo assegnato a una donna per la narrativa.
Per la categoria miglior racconto, l’autore Richard Wilson, si aggiudica il premio surclassando altri otto nomi in lizza, con il suo racconto Madre del mondo (Mother to the World), opera originariamente pubblicata da Damon Knight nella sua antologia Orbit 3 nel giugno del 1968 dalla casa editrice G. P. Putnam's Sons.
Oltre al premio Nebula, l’opera di Wilson si è trovata in lizza anche per il premio Hugo per il miglior racconto, non aggiudicandosi però il premio, che verrà conferito a Poul Anderson per la sua opera La comunione della carne (The Sharing of Flesh). In quest’opera l’autore riscrive a suo modo la storia di Adamo ed Eva.
Per la categoria miglior racconto breve il premio e assegnato a Kate Wilhelm, per la sua opera  I pianificatori (The Planners), anche quest’opera vede la sua prima pubblicazione sull’antologia Orbit 3. Il racconto della Wilhelm, H&C descrive in maniera piuttosto confusa l’autrice e l’opera correlata ponendo la Wilhelm come una dei pochi scrittori di sf che hanno costantemente tentato (e spesso sono riusciti) di incorporare la fantascienza nelle forme non di genere dei racconti e dei romanzi contemporanei, di cui ha sicuramente un elogio, l'uso audace e surreale dell'allucinazione e della fantasia in tutta la storia lo rendono molto più vicino allo slipstream che al duro SF e più adatto per un'antologia come Feeling Very Strange, l’opera si sonda attorno a uno scienziato comportamentale assorbe la stessa sostanza che stimola l'intelligenza che viene nutrita dai suoi scimpanzé, soffrendo sogni ad occhi aperti di autorità e potere.

## Categorie
Le categorie ammesse per l'edizione 1967 sono state:
- Miglior romanzo (Best Novel): opere di lunghezza superiore alle 40.000 parole
- Miglior romanzo breve (Best Novella): opere di lunghezza tra le 17.500 e le 40.000 parole
- Miglior racconto (Best Novellette): opere di lunghezza tra le 7.500 e 17.500 parole
- Miglior racconto breve (Best Short Story): opere di lunghezza inferiore alle 7.500 parole

## Regolamemto
La classifica avviene tramite votazione di una giuria di esperti nel settore per opere pubblicate l'anno precedente l'edizione. Pur non avendo collegamenti con essi il premio Nebula viene influenzato dal premio Locus e a sua volta influenza sin dalla sua prima edizione la giuria del premio Hugo dando indicazioni circa le opere maggiormente meritorie da premiare. le opere ammesse al ballottaggio per le nomination sono frutto di segnalazioni dei membri della SFWA nel corso di un intero anno, senza limite per il numero di opere raccomandabili, e raggiunto un numero di raccomandazioni sufficiente (10) vengono sottoposte a una votazione preliminare.

## Vincitori e candidati
Vengono di seguito indicati in grassetto i vincitori.

Dove ricorrente e disponibile, viene indicato il titolo in lingua italiana e quello in lingua originale tra parentesi.

### Miglior romanzo
- Alexei Panshin - Rito di passaggio
  - James Blish - Pasqua nera [N 1]
  - Philip K. Dick - Il cacciatore di androidi [N 2]
  - Robert Silverberg - Le maschere del tempo [N 3]
  - R. A. Lafferty - Maestro del passato
  - Joanna Russ - Picnic su Paradiso
  - John Brunner - Tutti a Zanzibar

### Miglior romanzo breve
- Anne McCaffrey - Cavaliere del drago
  - Robert Silverberg - Ali della notte[43]
  - Samuel R. Delany - Lines of Power
  - Dean McLaughlin - Hawk Among the Sparrows
  - Keith Laumer - Il giorno prima dell'eternità

### Miglior racconto
- Richard Wilson -Madre del mondo
  - Brian W. Aldiss - Ambiente totale
  - Poul Anderson - La comunione della carne
  - James Gunn - The Listeners
  - H. H. Hollis - The Guerrilla Trees
  - Keith Laumer - Once There Was a Giant
  - Barry N. Malzberg - Guerra finale

### Miglior racconto breve
- Kate Wilhelm - I pianificatori
  - Poul Anderson - Kyrie
  - Terry Carr - La danza del mutante e dei tre
  - H. H. Hollis - Ragazza nel cubo
  - Damon Knight - Maschere
  - Robert Taylor - Idiot's Mate

### Annotazioni
1. ↑  Pubblicato per la prima volta in una versione più breve serializzata in tre parti come Faust Aleph-Null nella rivista If, tra agosto e ottobre del 1967, l'edizione del libro mantiene la frase come sottotitolo.[19][20] e successivamente nel 1968 dalla Doubleday, ha avuto un sequel, The Day After Judgment pubblicato nell'agosto del 1970 sulla rivista Galaxy Science Fiction[21] e successivamente nel marzo del 1971 dalla casa editrice Doubleday.[22] Insieme, queste due romanzi brevi formano la terza parte della trilogia tematica After Such Knowledge (il titolo è tratto da una linea di Gerontion di T. S. Eliot: "Dopo tale conoscenza, quale perdono?") assieme ai romanzi Guerra al grande nulla e Doctor Mirabilis (romanzo).[23][24] Blish ha dichiarato che solo dopo aver completato la Pasqua Nera si è reso conto che le opere formavano una trilogia.[25] Pasqua Nera e il suo sequel furono successivamente pubblicati in un unico volume con il titolo Black Easter e The Day After Judgment nel 1980; un'edizione del 1990 della Baen Books è stata ribattezzata The Devil's Day dando il nome alla serie.[26][27]
2. ↑  Pubblicato nel 1968,[28] dal romanzo è stato tratto il celebre film Blade Runner di Ridley Scott (1982).[29]
In Italia il libro è stato pubblicato con tre differenti titoli, a seconda dell'anno di uscita. Intitolato dapprima Il cacciatore di androidi, è stato poi edito con lo stesso titolo del film che ne è stato tratto, Blade Runner, per essere successivamente ritradotto e ripubblicato con un titolo più aderente all'originale, Ma gli androidi sognano pecore elettriche? edito dalla Fanucci Editore.[30]
Infarcito dei temi tipici dello scrittore statunitense (cos'è reale e cosa non lo è, cosa è umano e cosa no, le droghe, la repressione poliziesca, le difficili relazioni con le donne, i simulacri), è ritenuto da alcuni[31] inferiore a capolavori quali Ubik o La svastica sul sole, mentre altri critici[32] lo ritengono da inserire a pieno titolo nel novero delle opere maggiori.[33][34]
3. ↑  Pubblicato in lingua originale anche col titolo di Vornan-19, dal nome dell'omonimo viaggiatore del tempo che, dal futuro, torna a visitare la Terra del 1999, l’opera viene originariamente pubblicata nel maggio del 1968 dalla casa editrice Ballantine Books,[35]Si tratta di uno dei romanzi più lunghi di Silverberg di quel tempo, con circa 90.000 parole.[36] In una delle sue introduzioni postume alla prima uscita del libro, Silverberg inizia chiedendo scusa per i suoi precedenti lavori ritenuti dall’autore mediocri e ispirati unicamente alle richieste del mercato, definendo i lavori precedenti "claptrap prodotto in serie" negli anni '50. Silverberg era stato scoraggiato dagli atteggiamenti e dalle reazioni del mercato della fantascienza e si era chinato a dare al mercato ciò che richiedeva. Quindi, dice Silverberg, ha deciso di scrivere delle belle storie, per rivendicare la sua reputazione imbronciata. Così ha scritto Thorns e The Masks of Time. Sono stati fantastici, i recensori li hanno adorati, permettendo a Silverberg di recuperare la sua reputazione.[37] Nel 1970 il romanzo è stato ristampato nel Regno Unito con il titolo di Vornan-19;[38] è stato tradotto in italiano per la prima volta nel 1977.[39][40]
L’opera è stata descritta come "una performance brillante e quasi impeccabile", ed è stato paragonata a Straniero in terra straniera di Robert A. Heinlein. La storia di Vornan-19 è stata descritta come una parodia realistica e ironica delle avventure romantiche e sovrumane di Valentine Michael Smith.[41] Algis Budrys ha citato "problemi gratuiti", ma ha raccomandato ai lettori di "andare a comprarlo. È abbastanza interessante".[42]